# ناریان-مار
شهر ناریان-مار (به روسی: Нарьян-Мар) در کشور روسیه و در ناحیه خودگردان ننتس واقع شده‌است.

## نگارخانه

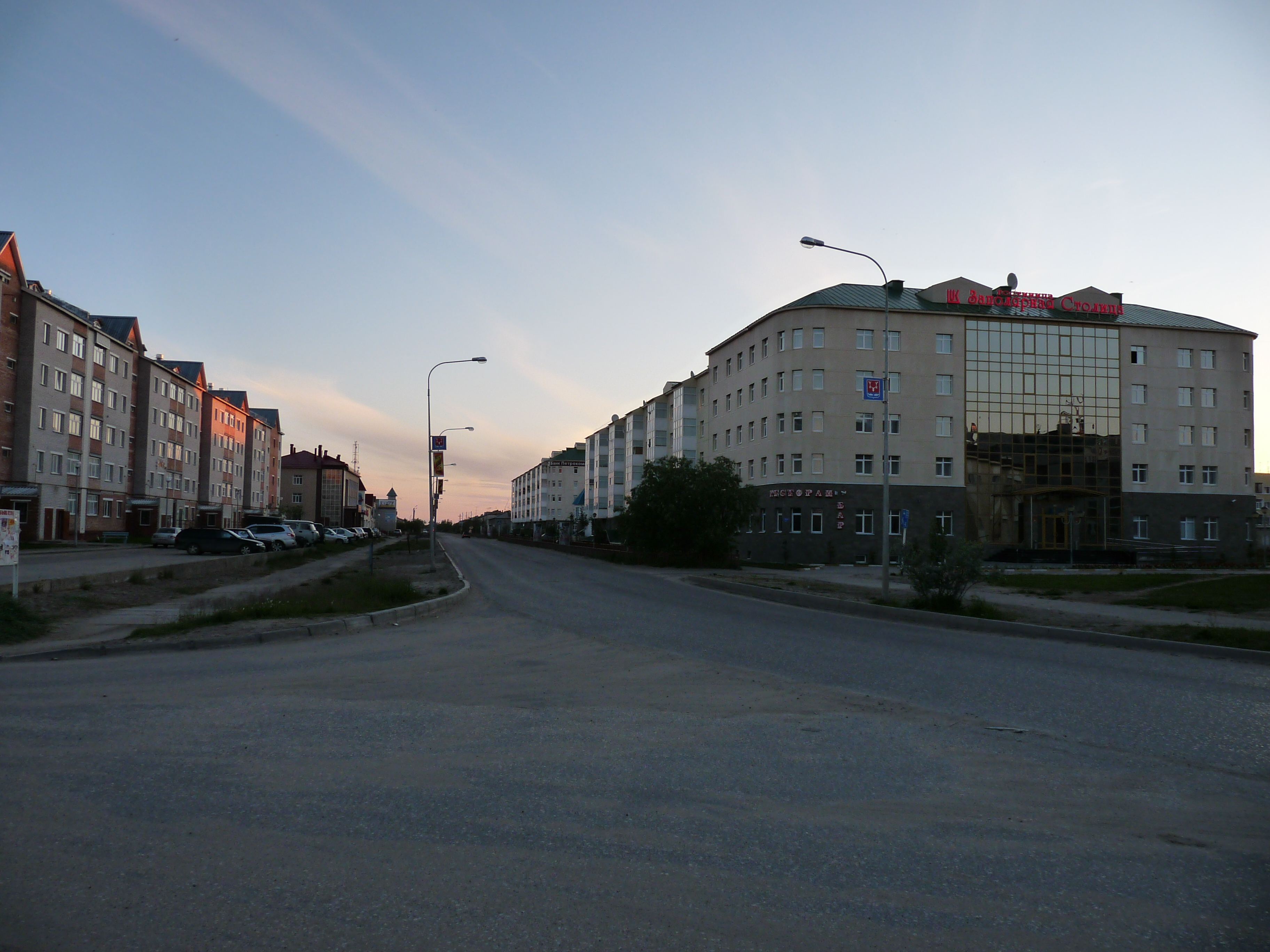
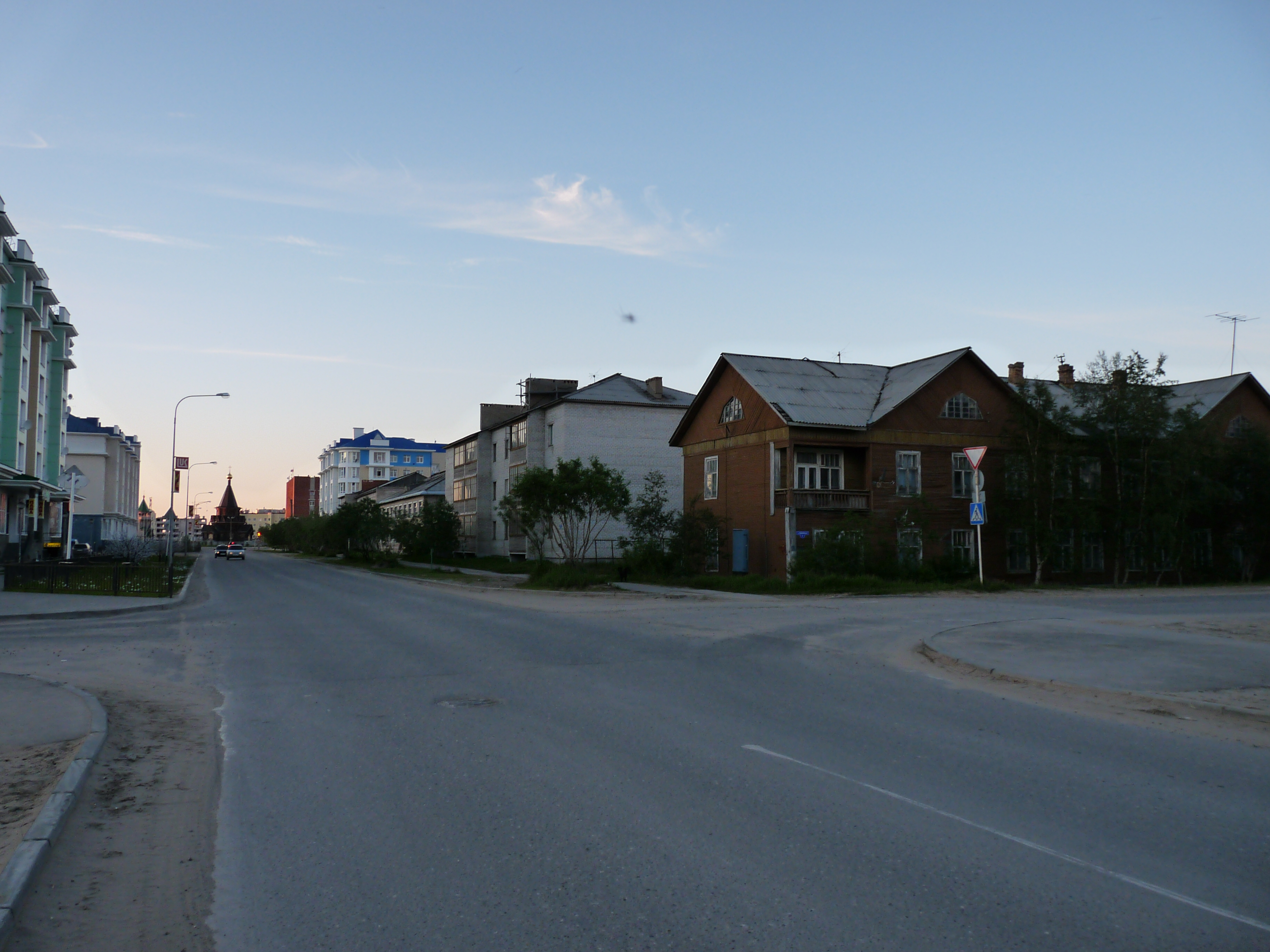
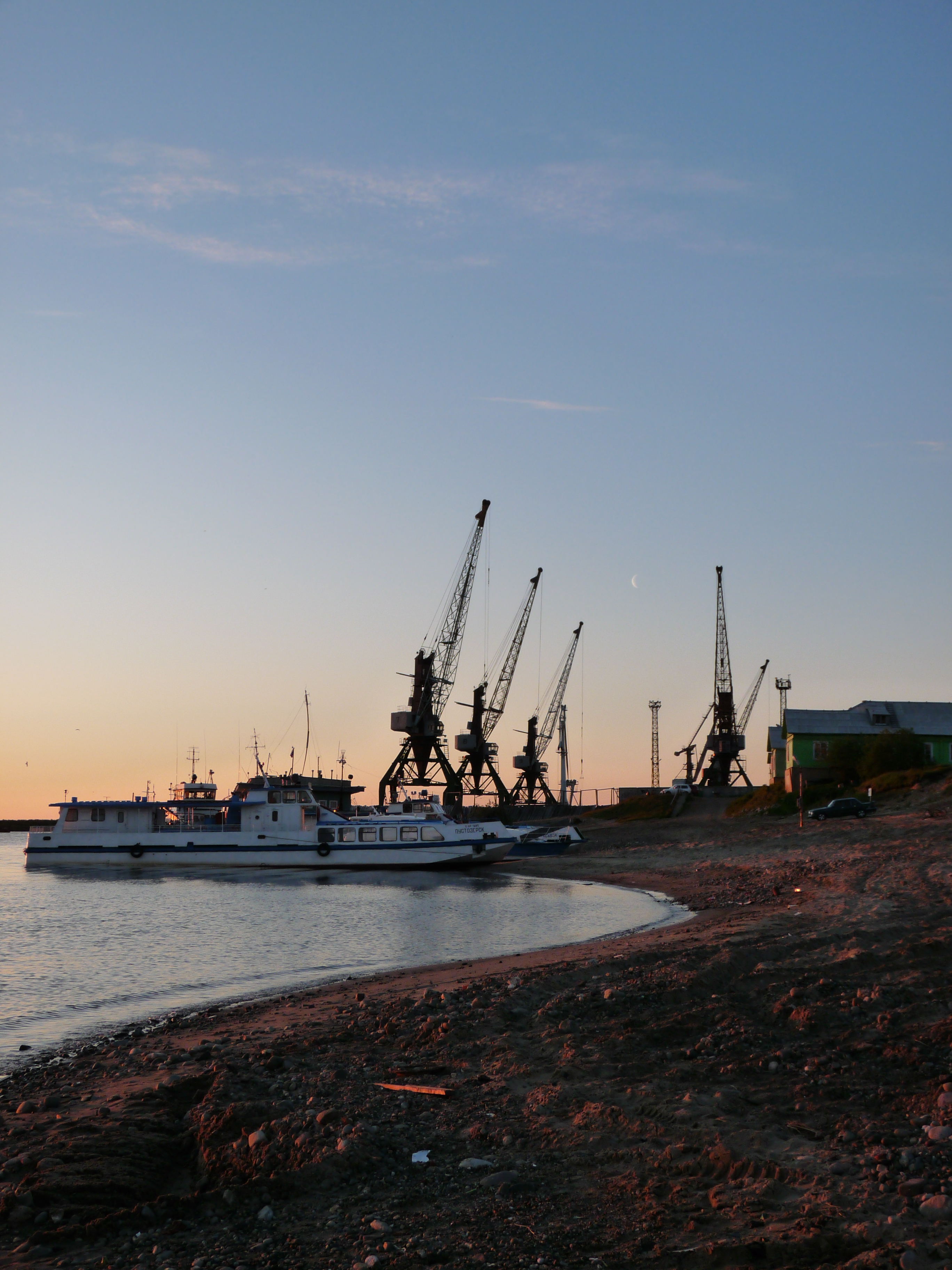